# Corpse paint

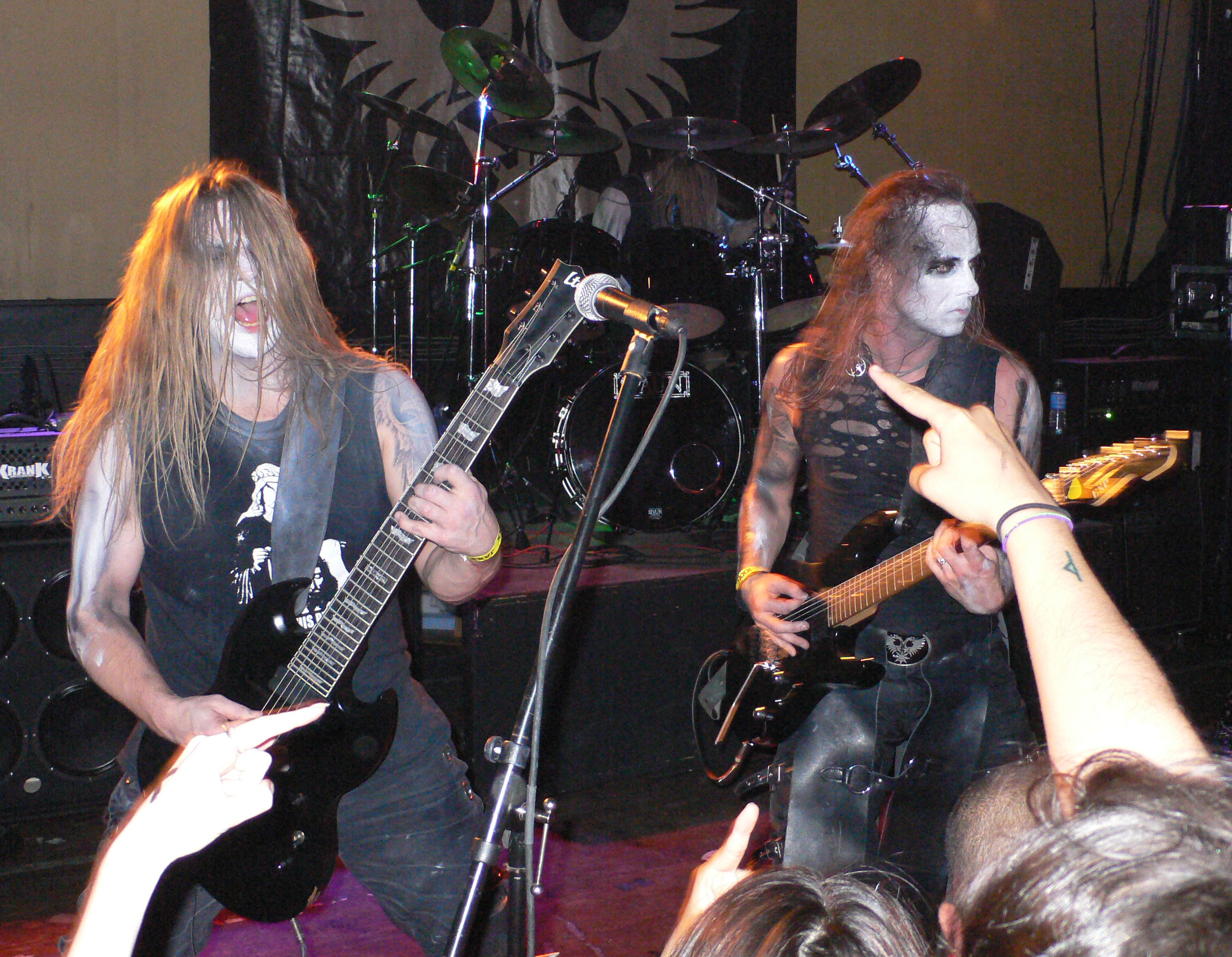
I Behemoth durante un'esibizione dal vivo.

Il Corpse paint (in italiano trucco cadaverico) è uno stile di trucco bianco e nero utilizzato specialmente da gruppi black metal durante i loro concerti e durante i servizi fotografici.
Spesso i musicisti che amano usare questo stile tingono i loro volti di bianco con l'area intorno alle labbra e agli occhi in nero. Solo raramente sono utilizzati altri colori, come nel caso del gruppo black doom metal Shining, solito ad usare anche le tinte rosse e grigie.

## Storia
Il corpse paint, diversamente da come molti credono, non è musicalmente nato con il black metal e nemmeno con lo shock rocker Alice Cooper. Il primo ad usare questo trucco fu, secondo molti critici, Arthur Brown, quasi in contemporanea con Kevin Ayers, seguito qualche anno dopo da Alice Cooper, i quali si esibivano in questa maniera sul finire degli anni sessanta. Dopo qualche anno questo trucco fu usato dai Kiss (nel caso di Gene Simmons, mentre quello degli altri componenti era considerato "fumettistico") e sul finire degli anni '70 dai Misfits. Negli anni '80 fu ampiamente usato dai Mercyful Fate e dal suo leader King Diamond nella carriera solista.
Anche gli Slayer usavano questo make up nei loro primissimi periodi della loro carriera (è possibile osservare ciò sul booklet di Show No Mercy e nei vari bootleg risalenti ai loro primi anni di attività) anche se diverso da quello tradizionale, in quanto usavano solo colorarsi di nero i contorni degli occhi. Dopo poco tempo, venne abbandonato perché il frontman Tom Araya lo giudicò ridicolo.
Negli anni '90, l'uso di questo stile divenne quasi uno standard nella musica black metal, esempi sono gli Immortal, Mayhem, Marduk, Gorgoroth e Dark Funeral.
Anche Marilyn Manson usa, alle volte, questo stile di trucco.
I Queen, in Breakthru hanno truccato il volto dell'attrice del video con questa tecnica.
I Twisted Sisters portano un trucco così pesante che arriva ai confini del corpse paint.
Robbie Williams, in Let Me Entertain You, ha il volto truccato per copiare i Kiss.
I Goldfrapp, in Alive hanno pitturato il proprio corpo di ballo per la coreografia con questa tecnica, nonostante questa musica sia synth pop.

## Critiche
Negli anni recenti alcuni puristi hanno pesantemente criticato la corpse paint, definendola un'arte legata a gruppi immaturi e teatralmente kitsch. Altre accuse sono dovute al fatto che questo stile è ormai un uso di massa, perdendo così di originalità.
Gruppi come gli Emperor e i Borknagar, che in passato facevano di questo trucco un loro trademark, attualmente si rifiutano di usarlo perché non lo ritengono più una caratteristica distintiva.

## Galleria d'immagini

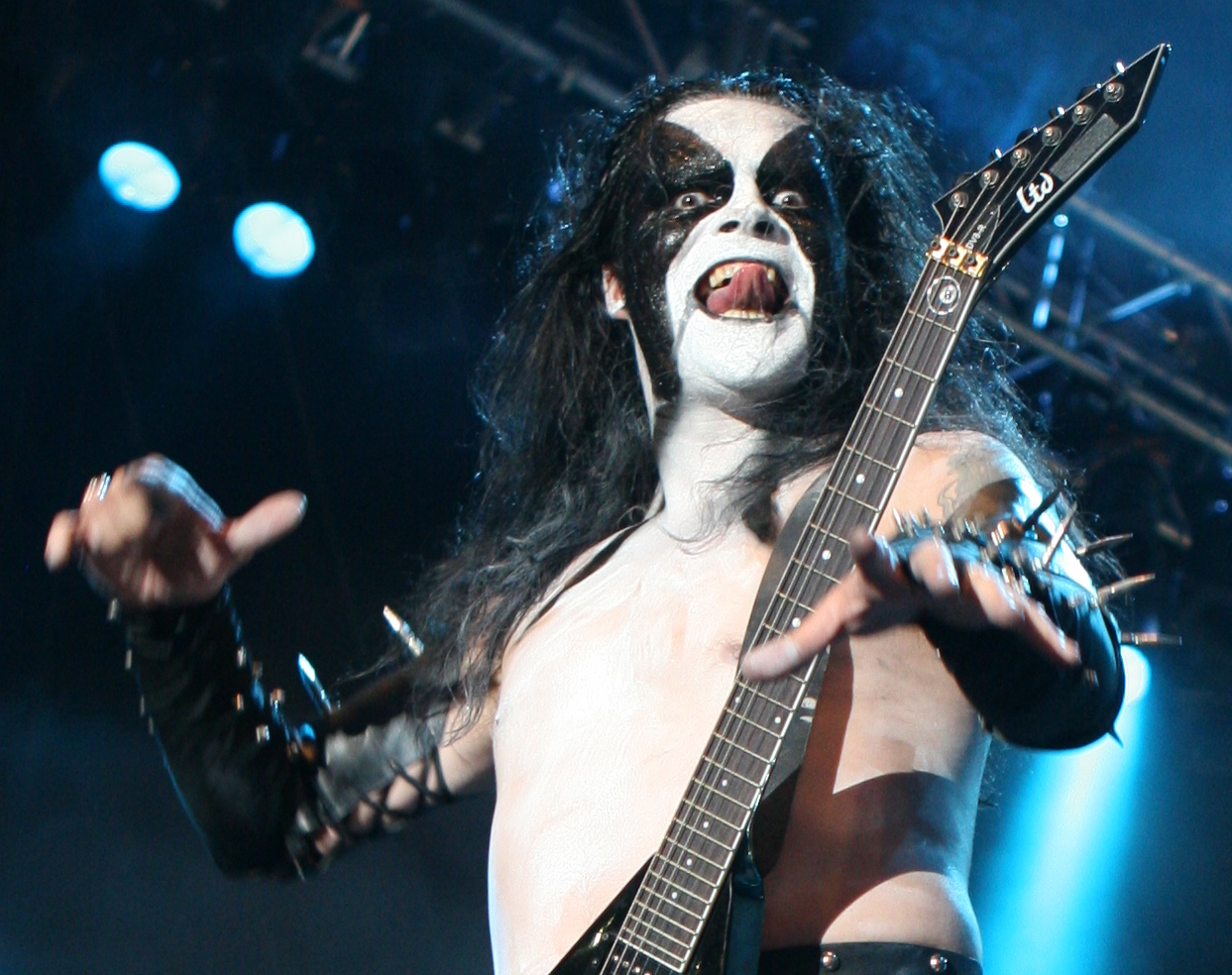
Abbath degli Immortal al Wacken Open Air (2008)
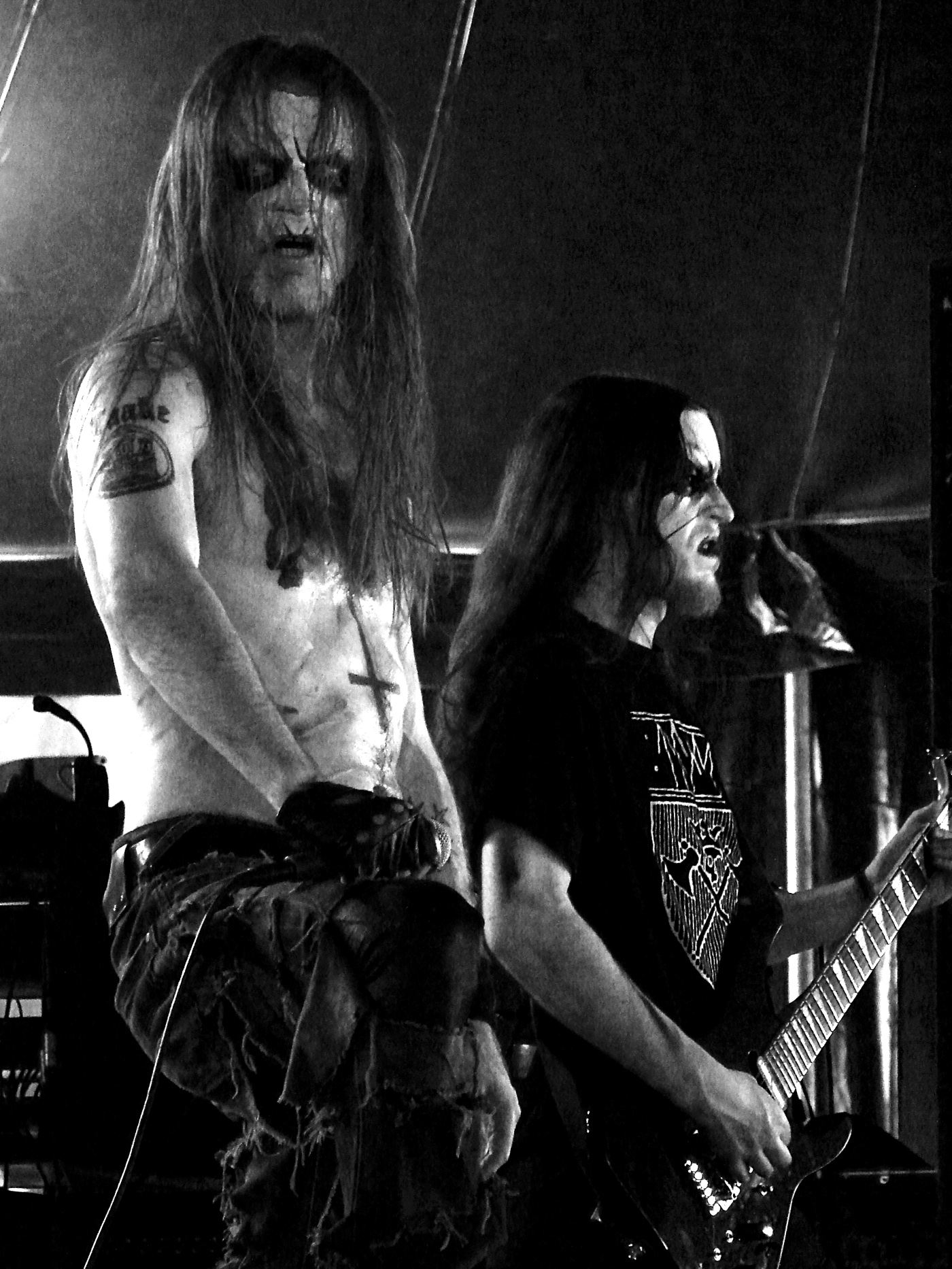
I Taake all'Hellfest (2009)
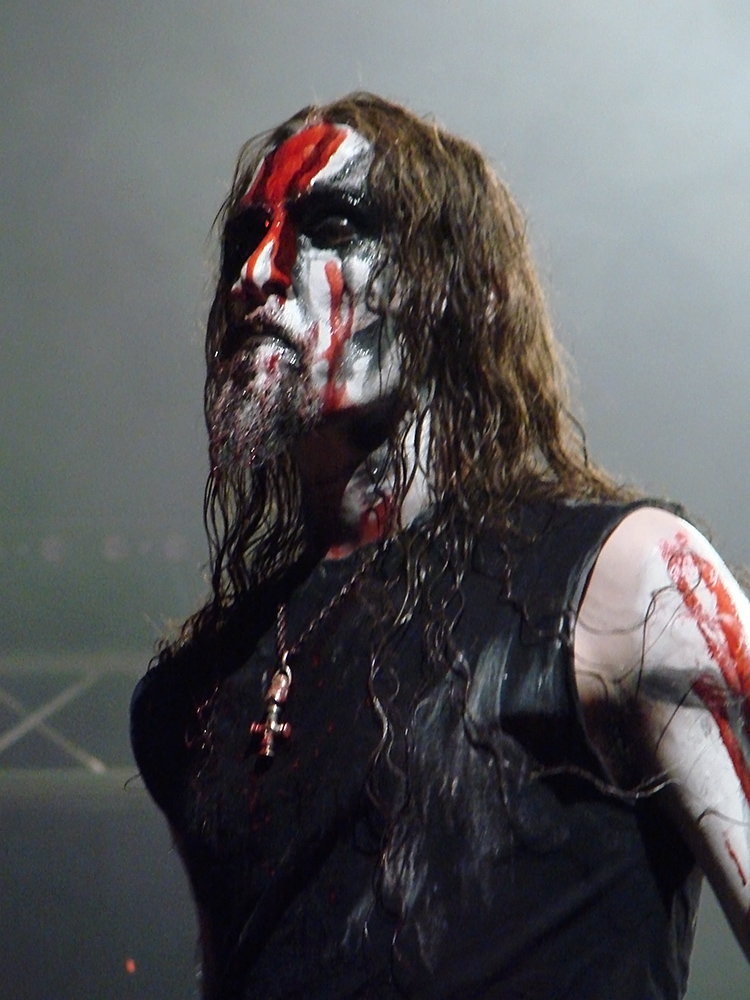
Gaahl dei God Seed (ex-Gorgoroth) all'Hellfest (2009)
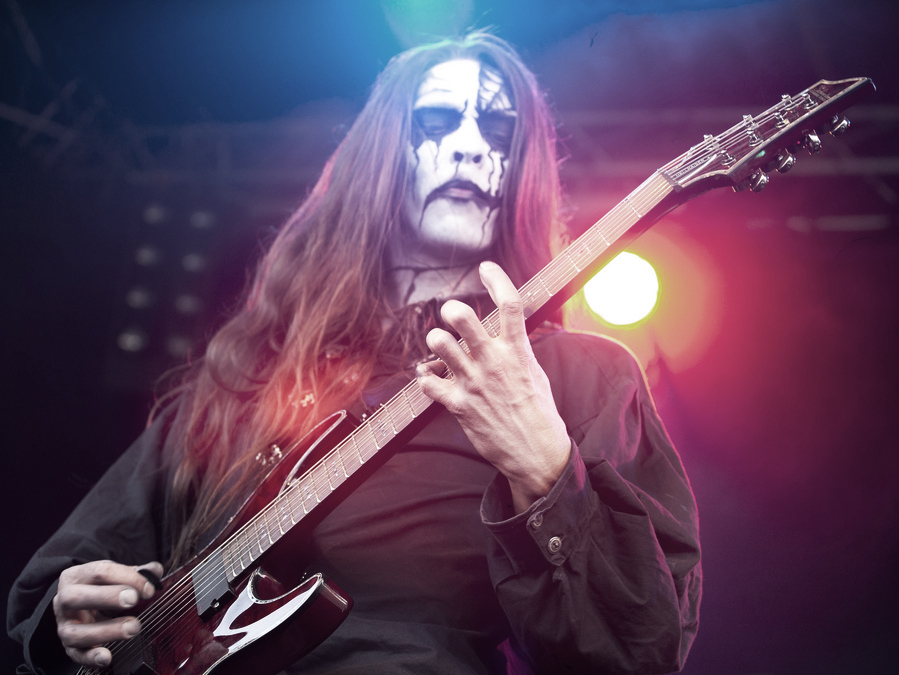
Seregor dei Carach Angren al Kabaal Am Gemaal (2010)
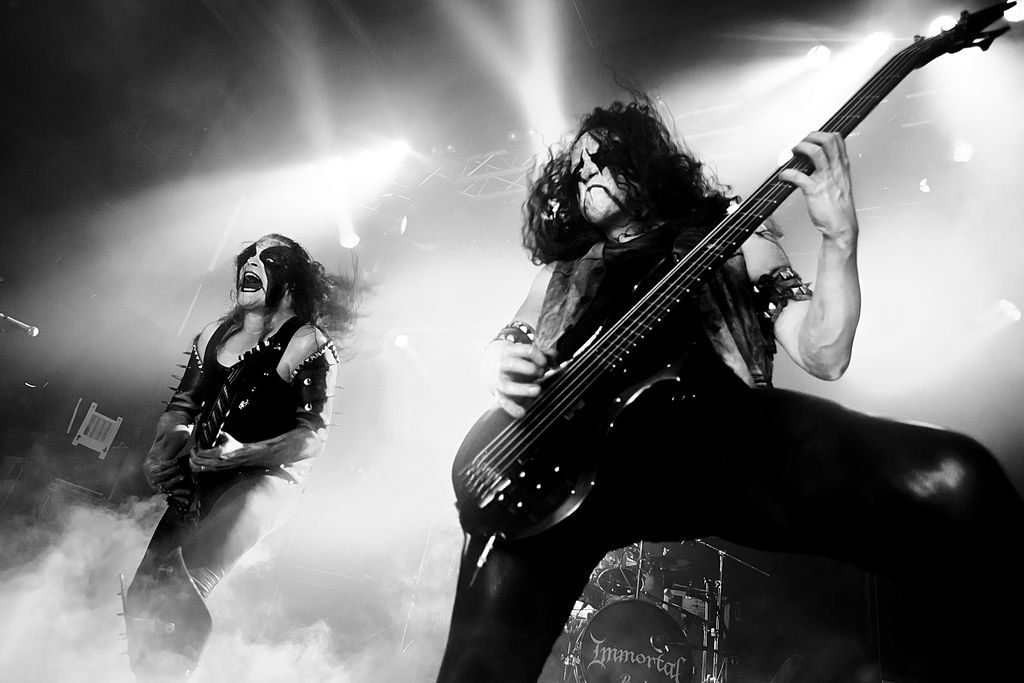
Abbath e Apollyon degli Immortal all'Hole in the Sky (2011)
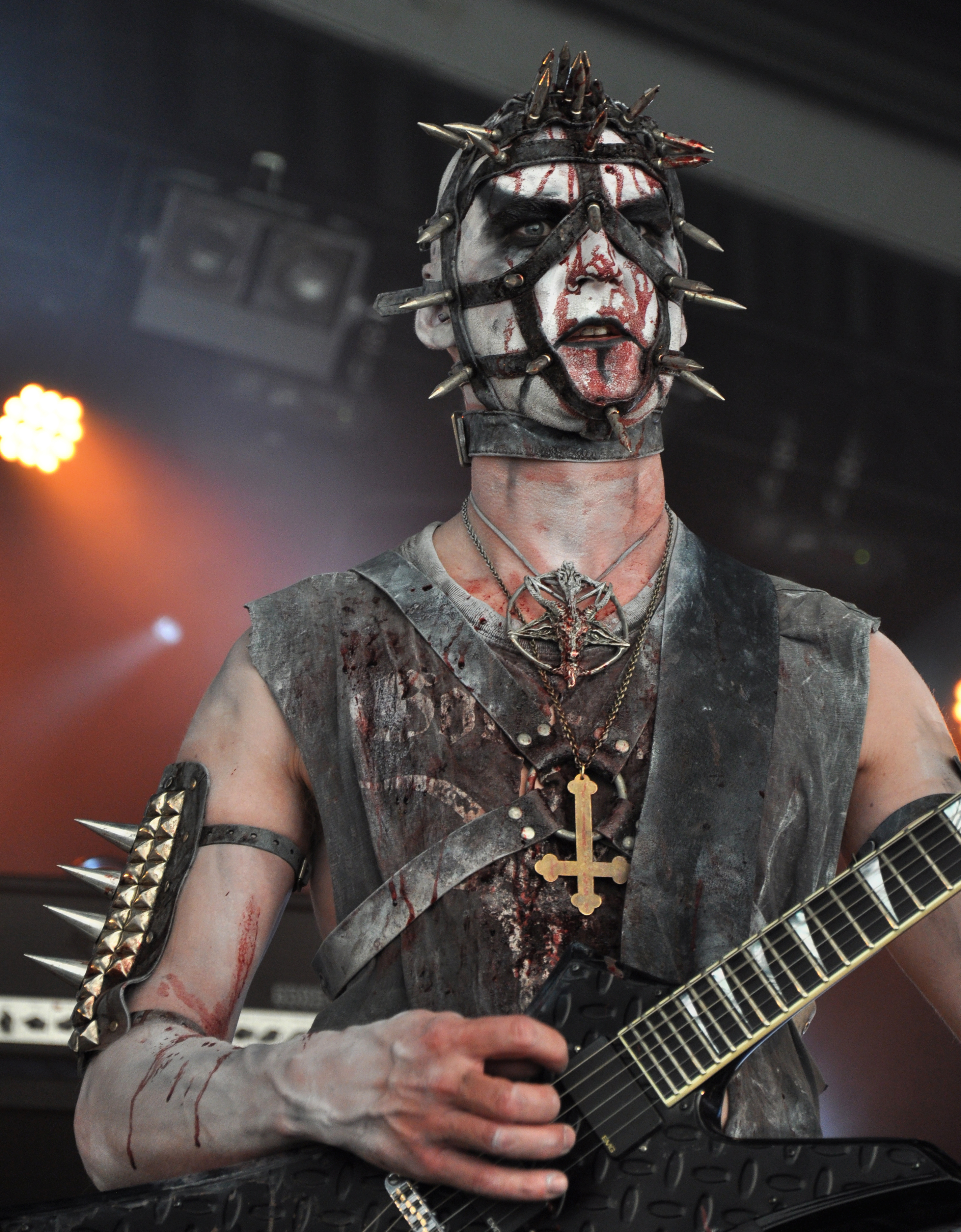
Enzifer degli Urgehal al Metal Mean Festival (2011)
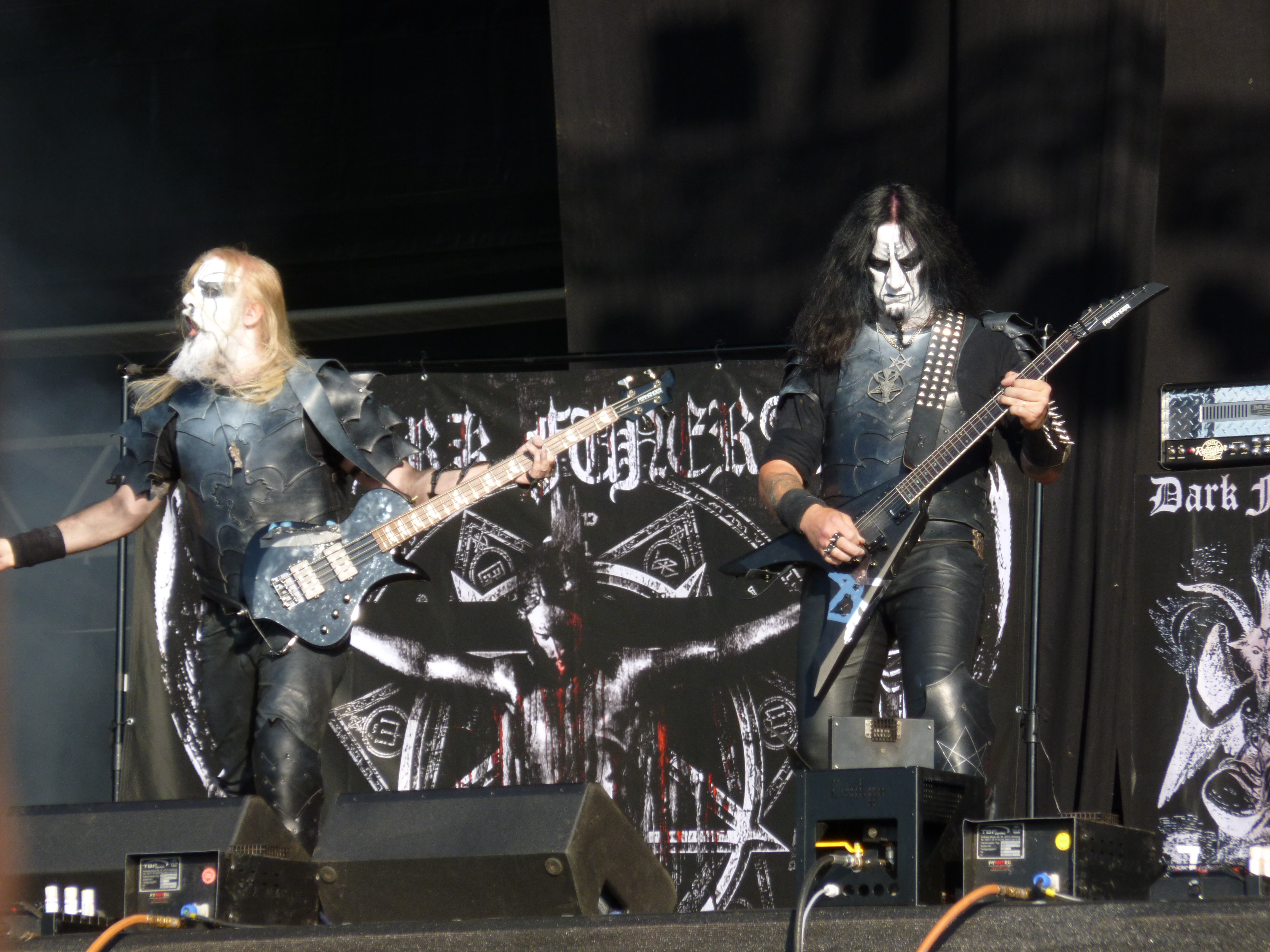
I Dark Funeral al Wacken Open Air (2012)